# Zijlstra's Meubelfabriek
Zijlstra's Meubelfabriek N.V. is een Nederlandse meubelfabriek opgericht op 26 januari 1921 in Joure door Folkert en Wiero Zijlstra. Zij heeft bestaan tot 1972. Ze is vooral bekend geworden door de meubelstijl Poly-Z ontworpen door Abraham Patijn.

## Geschiedenis
In 1921 begon de bouw van een grote fabriekshal van vijftig bij elf meter. Tijdens een grote brand bij de iets verderop gelegen olieraffinaderij E.A. de Boer brandde de fabriek in de nacht van 18 op 19 april 1928 volledig uit. Door de harde wind brandden nog drie huizen en een boerderij af. Directeur Wiero Zijlstra liet snel een nieuwe fabriek bouwen. De handel liep daarna goed, in het topjaar 1950 werkten er 115 mensen in de fabriek. Henk Zijlstra, de zoon van Folkert, nam het bedrijf later over. Vóór de Tweede Wereldoorlog stonden er 120 mensen op de loonlijst, in 1973 waren dat er nog maar dertig. Na de watersnoodramp van 1953 werd veel meubilair verkocht. In 1974 werd het bedrijf gekocht door Douwe Egberts.
Tussen de afdeling kleine machines en de afdeling grote machines liep een as waaraan de machines waren gekoppeld. In de afdeling 'grote' machines stonden bijvoorbeeld een lintzaag, een freesmachine en een vlakbank. Directeur Folkert hield door een ongeluk met de zaagmachine drie stompen aan zijn hand over. Bij Zijlstra werd een ander soort meubilair gemaakt dan bij meubelfabriek De Vrij. Bij De Vrij werden voornamelijk zwaardere meubels met bolpoten gemaakt. Bij Zijlstra werden lichtere meubels gemaakt zoals bedden, stoelen, tafels en kasten. De houten meubels hadden een fineerlaag van mahonie of notenhout. Het fineerhout had als voordeel dat het niet kromp. Het hout werd per schip over de Jouster Sylroede aangevoerd en vervolgens over spoorrails naar de pakhuizen achter de fabriek gereden. De meubels werden ontworpen door AA Patijn en Piet de Lange. De meubels werden onder andere aangekocht door Hotel Krasnapolsky in Amsterdam en de Bataafsche Petroleum Maatschappij. In Joure maakte Zijlstra de kerkbanken voor de Roomsche kerk en ook DE-eigenaar Johannes de Jong en zijn zoon kochten meubels bij Zijlstra. De fabriek had showrooms op verschillende plaatsen in Nederland, waaronder één aan de Sarphtatistraat in Amsterdam. Het bedrijf had twee vrachtwagens die veel meubels vervoerden naar welgestelde klanten in Amsterdam en Den Haag. 
In de twintigste eeuw waren er veel meubelmakers in Joure, zoals Meubelfabryk De Vrij, Meubelfabryk Van der Veer, Drost, Oom en Stroosma.
In 2014 hield Museum Joure de tentoonstelling Friese Design met Poly-Z-meubelen van Zijlstra en stoelen van meubelfabriek Van der Veer.